# Basketbola klubs Biznesa augstskola Turība
Il B.K. BA Turība è una società cestistica avente sede a Riga, in Lettonia. Fondata nel 2009, gioca nel campionato lettone.